# Gobiesox multitentaculus
Gobiesox multitentaculus är en fiskart som först beskrevs av Briggs, 1951.  Gobiesox multitentaculus ingår i släktet Gobiesox och familjen dubbelsugarfiskar. IUCN kategoriserar arten globalt som otillräckligt studerad. Inga underarter finns listade i Catalogue of Life.